# Daniel Alfredsson
Daniel Hans Alfredsson (* 11. Dezember 1972 in Göteborg) ist ein ehemaliger schwedischer Eishockeyspieler und derzeitiger -trainer, der während seiner aktiven Karriere zwischen 1992 und 2014 unter anderem 1370 Spiele für die Ottawa Senators und Detroit Red Wings in der National Hockey League auf der Position des rechten Flügelstürmers bestritt. In den 18 Jahren, die er bei den Ottawa Senators verbrachte, stellte er dort unter anderem die Rekorde für die meisten Spiele, Tore, Vorlagen und Scorerpunkte auf. Er ist Mitglied der IIHF Hall of Fame sowie der Hockey Hall of Fame. Seit Dezember 2023 ist er für die Senators als Assistenztrainer tätig.

## Karriere
Das Eishockeyspielen lernte Alfredsson bei Göteborgs IK. 1990 wechselte er für zwei Spielzeiten zu IF Mölndal Hockey, bevor er mit 20 Jahren zum Västra Frölunda HC in die Elitserien kam. Hier wurde die NHL auf ihn aufmerksam. Beim NHL Entry Draft 1994 sicherten sich die Ottawa Senators in der sechsten Runde an 133. Stelle die Rechte an Alfredsson.

### Ottawa Senators (1995–2013)
Erst zur Saison 1995/96 ging der inzwischen 22-jährige Alfredsson nach Kanada. Bereits in seiner ersten Saison erzielte er 61 Scorerpunkte. Hierfür erhielt er als zweiter Schwede überhaupt die Calder Memorial Trophy als bester Neuling. In seiner zweiten Saison steigerte er sich auf 71 Punkte, konnte aber in den drei folgenden Spielzeiten, auch durch Verletzungspausen bedingt, nicht mehr an diese Leistungen anknüpfen. Im Sommer 1997 konnten sich Alfredsson und die Senators zunächst nicht auf einen Vertrag einigen, sodass der Schwede den Anfang der Saison zunächst verpasste. Im Oktober 1997 einigten sich beide Parteien schließlich auf einen Vierjahreskontrakt mit einem Durchschnittsgehalt von 3,5 Millionen Dollar. Am Ende der Spielzeit zog er sich darüber hinaus eine Knöchelverletzung zu und bestritt damit in der regulären Saison 1997/98 lediglich 55 Spiele. In den Play-offs schieden die Senators in der zweiten Runde gegen die Washington Capitals aus, Alfredsson konnte in den Play-offs insgesamt elf Treffer erzielen.
Auch die folgende Saison war für Alfredsson erneut von Verletzungen geprägt, so musste der Schwede insgesamt für 24 Spiele pausieren, was sich auch in den Leistungen der restlichen Partien bemerkbar machte. Der Angreifer konnte lediglich elf Tore im Rahmen der Hauptrunde und einen Treffer während der Play-offs beisteuern. Zur Saison 1999/2000 ernannte man den Rechtsschützen zum Nachfolger von Alexei Jaschin als neuen Mannschaftskapitän. Insgesamt verlief die Spielzeit für den Schweden mit 59 erzielten Scorerpunkten wieder erfolgreicher als die beiden Jahre zuvor. Trotz der Rückkehr Jaschins wenig später verblieb das Kapitänsamt bei Alfredsson, welcher in der Saison 2000/01 mit 24 Toren und 46 Vorlagen seine bis dahin punktbeste Spielzeit in der NHL absolvierte. In den Play-offs enttäuschte die Mannschaft der Ottawa Senators jedoch erneut, als man wie bereits im Vorjahr gegen die Toronto Maple Leafs ausschied und auch Alfredsson lediglich einen Treffer in vier Spielen gegen die Leafs markieren konnte. In der Saison 2001/02 konnte der Schwede seine Punktestatistik ein weiteres Mal steigern, sodass er am Ende der Hauptrunde bei 71 Scorerpunkten lag. In den Play-offs trafen die Sens zum dritten Mal in Folge auf die Maple Leafs, denen sie trotz guter Leistungen Alfredssons abermals unterlagen.
Im Vorfeld der Saison 2002/03 verlängerten Die Senators seinen Vertrag um zwei Jahre. Mit den Senators erreichte er diesmal sogar das Eastern-Conference-Finale, wo diese sich jedoch dem späteren Stanley-Cup-Sieger New Jersey Devils geschlagen geben mussten. In der Spielzeit 2003/04 kam Alfredsson zum zweiten Mal hintereinander auf insgesamt 78 Scorerpunkte innerhalb der Hauptrunde und verlängerte seinen Kontrakt während der laufenden Saison um weitere fünf Jahre. Den Lockout während der Saison 2004/05 überbrückte Alfredsson in Europa bei seinem ehemaligen Verein Frölunda HC in Schweden, wo er mit der Mannschaft die schwedische Meisterschaft gewann und dabei mit 30 Scorerpunkten in den Play-offs maßgeblich am Titelgewinn beteiligt war. Zur Saison 2005/06 kehrte der Stürmer zu den Senators zurück und bildete mit Dany Heatley und Jason Spezza eine der offensivstärksten Angriffsreihen in der NHL. Die Spielzeit sollte insgesamt die erfolgreichste in der aktiven Laufbahn Alfredssons sein, er erzielte 43 Tore und steuerte 60 Vorlagen bei. Insbesondere das Spiel gegen die Buffalo Sabres im November 2005 wird als eines der besten seiner Karriere betrachtet, so markierte er in der Partie vier Tore und zwei Vorlagen. In Anbetracht der Leistungen in der Hauptrunde verliefen die Play-offs für den Schweden mit zehn Scorerpunkten in zehn Spielen nur mäßig erfolgreich.
Nach einem ebenfalls schwachen Saisonstart in der Spielzeit 2006/07 konnte Alfredsson mit einer Serie von sechs Spielen in Folge mit jeweils mindestens einem Scorerpunkt an seine früheren Offensivleistungen anknüpfen. Im Dezember 2006 erreichte er in der Partie gegen die Philadelphia Flyers seinen 600. Karrierepunkt. In den Play-offs waren Alfredssons Leistungen ein wichtiger Faktor beim Einzug der Senators in das Stanley-Cup-Finale, wo sein Team den Anaheim Ducks unterlag. In der Saison 2007/08 erzielte er im Spiel gegen die Tampa Bay Lightning im Januar 2008 insgesamt sieben Scorerpunkte, was zuvor noch keinem Spieler im Trikot der Ottawa Senators gelang. Am Ende der Saison hatte Alfredsson vermehrt mit Verletzungen zu kämpfen, sodass er auch den Beginn der Play-offs verpasste. Im April 2008 kehrte er vier Wochen früher als geplant in den Kader der Senators zurück und spielte in der Serie gegen die Pittsburgh Penguins. Zu Beginn der Saison 2008/09 einigten sich der Schwede und die Senators auf eine vierjährige Vertragsverlängerung mit einem kolportierten Gesamtgehalt von 21,6 Millionen US-Dollar sowie einer no-movement-Klausel, da er zu diesem Zeitpunkt den Wunsch äußerte, seine Karriere in Ottawa zu beenden. Im Vorfeld der folgenden Spielzeit wurde Alfredsson der längste aktive Kapitän eines NHL-Teams, nachdem andere langjährige Mannschaftskapitäne wie Saku Koivu von den Montreal Canadiens und Joe Sakic von den Colorado Avalanche den Verein wechselten bzw. ihr Karriereende bekannt gaben.
In der Saison 2009/10 machte Alfredsson im April 2010 sein insgesamt 1000. Spiel in der National Hockey League. In den Play-offs schieden die Senators in der ersten Runde gegen die Pittsburgh Penguins aus, der Schwede war dabei teaminterner Topscorer mit zwei Toren und sechs Assists. Im Anschluss an die Saison erklärte der Angreifer, er hätte seit Februar mit einer Leistenverletzung gespielt und rechtfertigte damit seine verminderte Leistung zum Ende der regulären Saison und in den Play-offs. In der folgenden Spielzeit erzielte Alfredsson im Oktober 2010 den 1000. Scorerpunkt seiner Karriere.
Zu Beginn der Saison 2011/12 erlitt er zum ersten Mal in seiner Laufbahn eine Gehirnerschütterung in Folge eines Ellbogenchecks des Gegenspielers Wojtek Wolski im Spiel gegen die New York Rangers. Zur bevorstehenden Trade Deadline wurde zunächst über einen möglichen Wechsel Alfredssons zu einer Mannschaft mit Titelchancen spekuliert, welcher jedoch aufgrund der guten sportlichen Situation der Senators nicht zustande kam. Der Schwede zeigte sich anschließend erfreut, dass er die Entscheidung eines Wechsels nicht habe treffen müssen und brachte damit seine langjährige Verbundenheit mit der Organisation zum Ausdruck. Eine weitere Würdigung für seine Leistung erhielt Alfredsson im Rahmen des All-Star Game 2012, als er eine der beiden Mannschaften als namensgebender Kapitän anführen durfte. Nach dem Play-off-Aus seiner Senators in der ersten Runde gegen die New York Rangers wurden erstmals Spekulation laut, der Angreifer könnte seine Karriere in der Sommerpause beenden. Im Juli 2012 gab Alfredsson bekannt, dass er auch in der folgenden Saison für die Senators auf dem Eis stehen würde.

### Detroit Red Wings
Am 5. Juli 2013 unterzeichnete Alfredsson einen Einjahresvertrag im Gesamtwert von 5,5 Millionen US-Dollar bei den Detroit Red Wings. Dieser wurde im Vorfeld der Saison 2014/15 auf Alfredssons Wunsch nicht verlängert. Er wollte sich in August und September 2014 entscheiden, ob er seine Karriere beendet oder sie bei den Red Wings fortsetzt. Im Dezember 2014 gab er bekannt, seine Karriere wegen anhaltender Rückenbeschwerden zu beenden. Zu diesem Zeitpunkt war er mit 1157 erzielten Scorerpunkten auf Platz 51 der ewigen NHL-Bestenliste vertreten und zudem hinter Mats Sundin der Schwede mit den zweitmeisten Toren und Scorerpunkten in der NHL.

### International
Alfredsson spielte bei fünf Olympischen Spielen (1998, 2002, 2006, 2010 und 2014) für die schwedische Nationalmannschaft und gehörte damit zum Team, das 2006 in Turin die Goldmedaille gewann. Bei den Olympischen Spielen 2014 gewann er mit der schwedischen Nationalmannschaft die Silbermedaille.

### Nach der aktiven Karriere
Im September 2015 gaben die Ottawa Senators bekannt, dass Alfredsson fortan als Berater für das Franchise tätig sein wird. Im September 2016 nahm er die kanadische Staatsbürgerschaft an. Im Dezember 2017 wurde bekannt, dass Alfredsson zu den sechs Neuaufnahmen in die IIHF Hall of Fame im Jahr 2018 gehört. 2022 folgte die Aufnahme in die Hockey Hall of Fame.
Zur Saison 2023/24 wurde Alfredsson in den Trainerstab der Senators aufgenommen, vorerst noch als „Development Coach“, bevor er im Dezember 2023 zum Assistenztrainer befördert wurde. Dies geschah im Zuge der Entlassungen von D. J. Smith und Davis Payne.

## Erfolge und Auszeichnungen
| - 1995 NHL-Rookie des Monats November - 1996 Teilnahme am NHL All-Star Game - 1996 NHL-Rookie des Monats April - 1996 Calder Memorial Trophy - 1996 NHL All-Rookie Team - 1997 Teilnahme am NHL All-Star Game - 1998 Teilnahme am NHL All-Star Game - 2004 Teilnahme am NHL All-Star Game | - 2005 Schwedischer Meister mit dem Frölunda HC - 2005 NHL-Offensivspieler des Monats November - 2006 NHL Second All-Star Team - 2008 Teilnahme am NHL All-Star Game - 2012 Teilnahme am NHL All-Star Game - 2012 King Clancy Memorial Trophy - 2013 Mark Messier Leadership Award - 2016 Sperrung der Trikotnummer 11 durch die Ottawa Senators |

### International
| - 1995 Silbermedaille bei der Weltmeisterschaft - 1999 Bronzemedaille bei der Weltmeisterschaft - 2001 Bronzemedaille bei der Weltmeisterschaft - 2004 Silbermedaille bei der Weltmeisterschaft - 2004 Bester Vorlagengeber des World Cup of Hockey (gemeinsam mit Mike Modano) | - 2006 Goldmedaille bei den Olympischen Winterspielen - 2014 Silbermedaille bei den Olympischen Winterspielen - 2018 Aufnahme in die IIHF Hall of Fame - 2022 Aufnahme in die Hockey Hall of Fame |

## Teamrekorde (reguläre Saison)
- 426 Tore für die Ottawa Senators
- 682 Vorlagen für die Ottawa Senators
- 1108 Punkte (426 Tore und 682 Vorlagen) für die Ottawa Senators

## Karrierestatistik

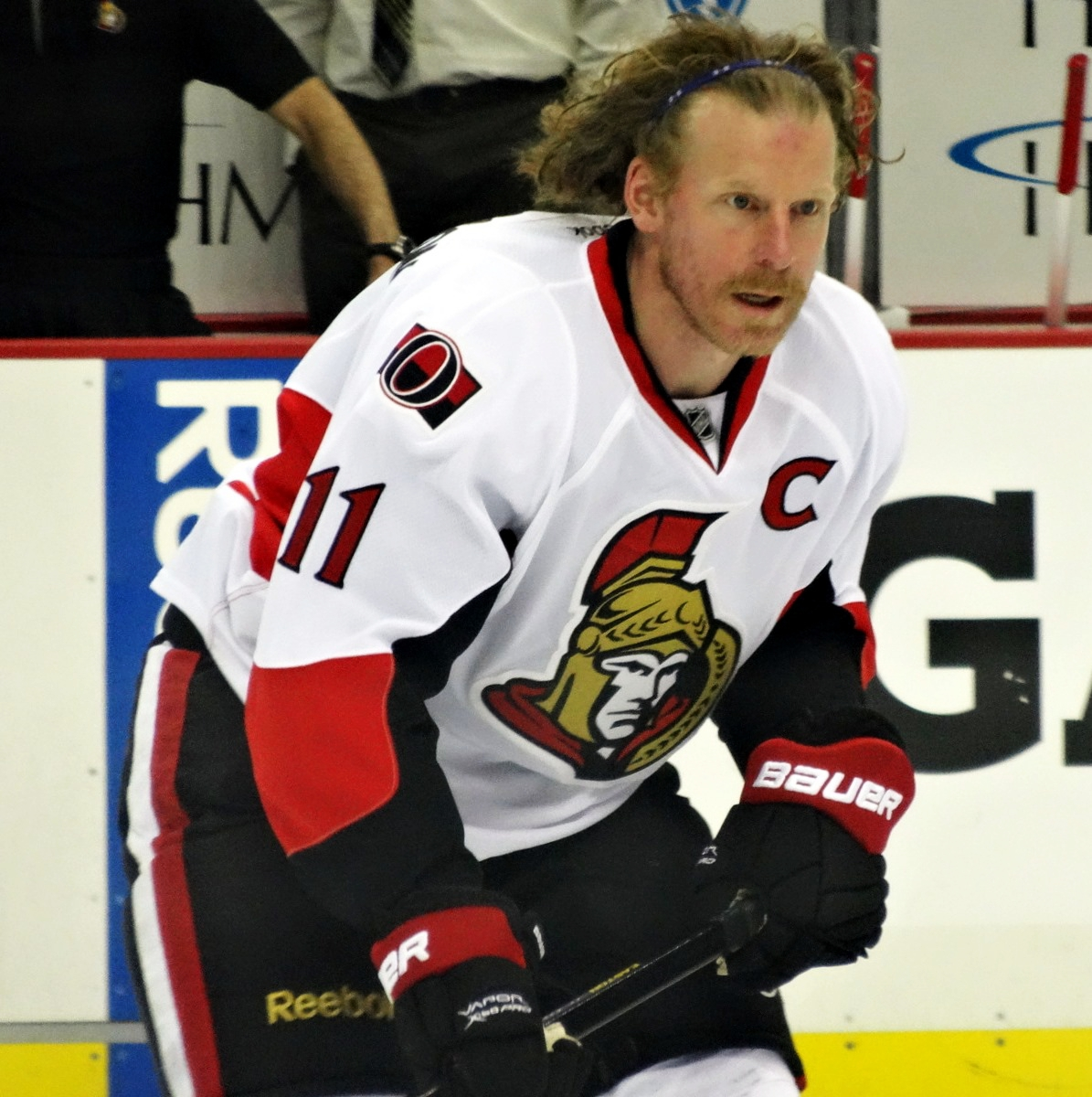
Alfredsson im Trikot der Ottawa Senators (2013)

### International
Vertrat Schweden bei:
| - Weltmeisterschaft 1995 - Weltmeisterschaft 1996 - World Cup of Hockey 1996 - Olympischen Winterspielen 1998 - Weltmeisterschaft 1999 - Weltmeisterschaft 2001 - Olympischen Winterspielen 2002 | - Weltmeisterschaft 2004 - World Cup of Hockey 2004 - Weltmeisterschaft 2005 - Olympischen Winterspielen 2006 - Olympischen Winterspielen 2010 - Weltmeisterschaft 2012 - Olympischen Winterspielen 2014 |

(Legende zur Spielerstatistik: Sp oder GP = absolvierte Spiele; T oder G = erzielte Tore; V oder A = erzielte Assists; Pkt oder Pts = erzielte Scorerpunkte; SM oder PIM = erhaltene Strafminuten; +/− = Plus/Minus-Bilanz; PP = erzielte Überzahltore; SH = erzielte Unterzahltore; GW = erzielte Siegtore; 1 Play-downs/Relegation; Kursiv: Statistik nicht vollständig)